# 方洪波
方洪波（1967年—），现任美的集團董事长兼总裁。

## 教育
方洪波拥有华东师范大学历史学学士学位和新加坡国立大学EMBA学位。

## 生平
1967年出生于安徽省铜陵市枞阳县𠙶山镇万桥村杉木窊庄，于1992年加入美的，一開始是在市场部工作， 后升任公司空调事业部总经理，之後又擔任美的制冷家电集团总裁。
2013年，美的创始人何享健退休后，方洪波成為美的集团董事长兼总裁。